# Хура (растение)
Ху́ра (Hura) — род древесных растений семейства Молочайные (Euphorbiaceae). Представители рода распространены в Северной и Южной Америке. Соцветия некоторых видов можно употреблять в пищу, при этом сок и семена содержат сильные токсины.

## Название и история описания
Научное название рода, впервые действительно опубликованное Карлом Линнеем в 1753 году в Species plantarum, происходит от слов «ядовитый сок» на языке одного из индейских племён Гвианы.
Впервые растение выращено и описано в Европе Каспаром Коммелином в 1699 году из семян, переданных ему Герардом Рёвером.

## Ботаническое описание

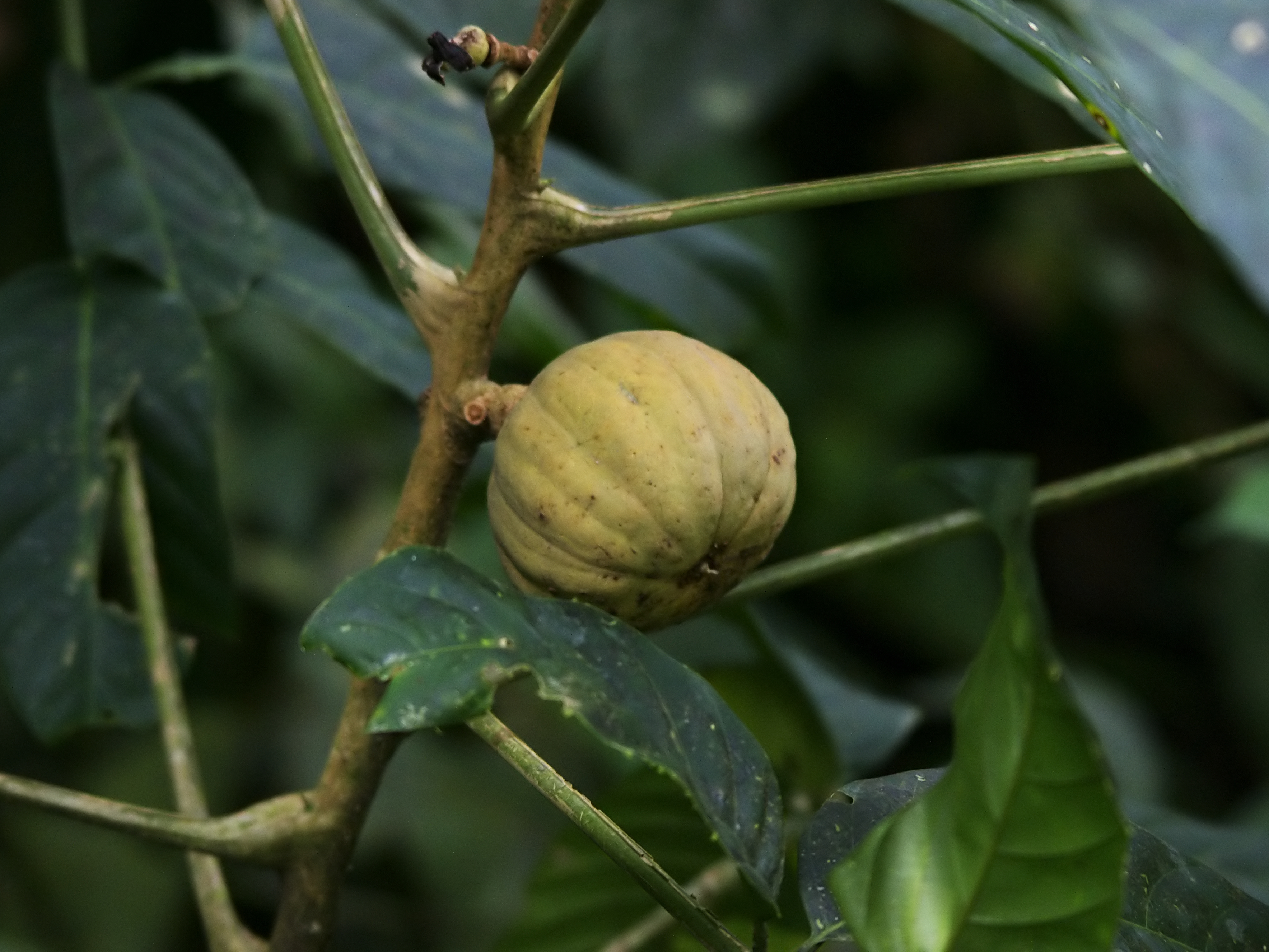
Плод хуры трескающейся

Спиралевидно ветвящиеся однодомные деревья с покрытыми шипами стволом и ветвями с беловатым или желтоватым прозрачным млечным соком. Листья на черешках, с перистым жилкованием, с цельным или выемчато-зубчатым краем.
Соцветия пазушные или верхушечные. Тычиночные цветки собраны в верхушечную серёжку, с плёнчатой чашечкой, с 10—20 тычинками, без зачатка пестика. Пестичные цветки одиночные, пазушные, с кожистой чашечкой, завязь 5—20-гнёздная, рыльца сросшиеся в диск.
Плод — деревянистый схизокарпий. Семена уплощённые, гладкие.
Интересен механизм распространения семян хуры. Созревшие плоды раскрываются со взрывом, выбрасывая семена со скоростью до 70 м в секунду на расстояние порядка 14 м (было отмечено максимальное расстояние в 45 м).

## Токсичность
Сок хуры трескающейся вызывает сильное раздражение кожи, при контакте с глазами ощущается сильное жжение, возможна временная слепота. Опилки и дым от хуры вызывают раздражение глаз и дыхательных органов. Попадание в желудочно-кишечный тракт половины семени хуры вызовет (иногда на следующий день) колики, рвоту и диарею, затем — учащённое сердцебиение и помутнение зрения. Употребление в пищу более двух семян растения может привести к галлюцинациям, конвульсиям и летальному исходу. Украшения из древесины хуры также вызывают раздражение кожи. Для птиц семена хуры, по-видимому, нетоксичны.
Сок использовался индейскими охотниками для смазывания наконечников стрел.
В соке содержатся токсичные протеины хурин и крепитин. Хуратоксин — трициклический дитерпеновый дафнан — оказывается в десять раз более токсичным для рыб, чем ротенон.

## Ареал
Типовой вид, хура трескающаяся, распространён в Мексике, Центральной Америке и тропиках Южной Америки. Завезён в Южную Европу, Африку и Китай. Хура многотычинковая произрастает от Мексики до Коста-Рики.